# Pimenta-da-guiné
Não deve ser confundida com a variedade de Capsicum frutescens, pimenta-malagueta.
Aframomum melegueta é uma espécie de planta da família do gengibre, Zingiberaceae. A especiaria conhecida como grão-do-paraíso, malagueta (não confundir com a pimenta malagueta) ou pimenta-da-guiné, de sabor pungente e apimentado, é obtida a partir das suas sementes moídas. É nativa da África Ocidental.

## Características
A. melegueta é uma planta herbácea perene nativa de habitats pantanosos ao longo da costa da África Ocidental. As suas flores púrpuras em forma de trompete desenvolvem-se em frutos com 5 a 7 cm de comprimento, contendo numerosas pequenas sementes castanho-avermelhadas.
O sabor pungente e apimentado das sementes é devido a cetonas aromáticas, como (6)-paradol. Os óleos essenciais, componentes dominantes no aroma e sabor do seu parente próximo, o cardamomo, ocorrem apenas de modo vestigial.

## História e usos

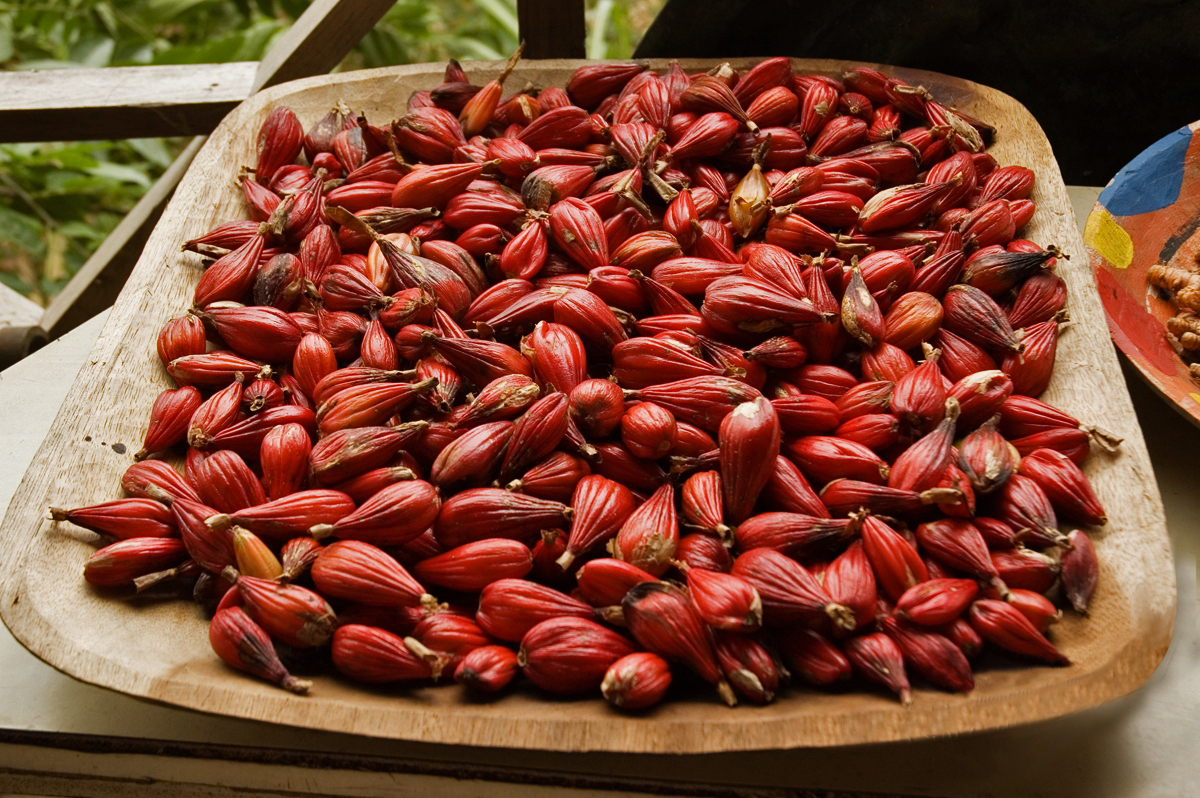
Frutos de Aframomum melegueta num mercado de São João dos Angolares, Ilha de São Tomé

A pimenta-da-guiné é usada de modo corrente nas culinárias da África Ocidental e da África do Norte,.
Em 1469, Afonso V, Rei de Portugal concedeu o monopólio do comércio do Golfo da Guiné ao mercador lisboeta Fernão Gomes, incluindo o exclusivo do comércio da pimenta-da-guiné, então chamada "malagueta" - que lhe foi concedido por 100 000 reais anuais- em troca de explorar 100 léguas da costa da África por ano durante cinco anos. A pimenta-da-guiné era então muito popular como substituto da valiosa pimenta-preta asiática.
Quando Cristóvão Colombo chegou ao Novo Mundo em 1492 e trouxe os primeiros exemplares de Capsicum frutescens, o picante da capsaicina deve ter despertado o interesse dos portugueses que há décadas buscavam a rara pimenta da Ásia. O nome malagueta foi então adoptado para esta nova "pimenta".
O Ménagier de Paris recomenda a pimenta-da-guiné para melhorar o vinho que "cheira a velho". Passado algum tempo, a especiaria perdeu interesse, e o seu uso ficou limitado à aromatização de cerveja e salsichas. No século XVIII a sua importação para a Grã-Bretanha colapsou devido a uma lei parlamentar de Jorge III ter proibido o seu uso no licor de malte, aqua vita e tónicos.
Apesar das suas qualidades, hoje em dia é quase desconhecida fora da África Ocidental e do Norte, excepto pelo seu uso em algumas cervejas e gins.